# 辻俊宏
辻 俊宏（つじ としひろ、1983年 - ）は、日本の実業家。元ダンボールワン代表取締役。現在は都内で投資会社を経営、16社の役員も兼任（株式会社創生七尾の社外取締役、株式会社どんたくの社外役員）。 

## 経歴
石川県七尾市の兼業農家の家庭に生まれる。小学生時代から駄菓子屋で仕入れたジュースやメンコに付加価値をつけて販売するなど、商売に興味を持つ。高校生の頃にはパソコンを購入し、インターネット上でブログやまとめサイト、アイドルのファンサイトなどを運営。 
2002年、19歳の時に石川県の農家から仕入れた商品を販売する食品ECサイトを開発し、会社を設立。2005年に事業を売却。その後、製造業の現場を学ぶためハローワークを通じてダンボール製造業の能登紙器（現ダンボールワン）に入社。入社半年後にダンボールのECサイトを開設し、オンライン販売を開始する。入社時は社員5名の会社だったがユーザーの声を基にサービスを改善しながら事業を成長させ、2016年に代表に就任。年商60億円まで成長させる。 
2017年にMBOを実施し同社を買収。その後、全国の工場と連携し、ダンボール製造業から受発注プラットフォームへとビジネスモデルを進化させる。2020年12月、ダンボールワンをのれんを含み49億円で売却。ラクスルが資本参加しダンボールワンはラクスルの関連会社となる。2022年2月にラクスルの完全子会社化、8月に代表取締役を退任。

## 人物
幼少期の商売の経験が原体験となっており、仕組みを変えて人に喜んでもらい、世の中に貢献することを楽しいと感じる。アナログな業界にITの力を持ち込み、産業を効率化しアップデートしていくことを志向している。 出身地である石川県七尾市に1000万円を寄付した。